# Rood Kasteel (Linden)
Het Rood Kasteel is een kasteel in de tot de Vlaams-Brabantse gemeente Lubbeek behorende plaats Linden, gelegen aan de Diestsesteenweg 27-29 en 27 A-C.

## Geschiedenis
Het landgoed werd in 1859 aangekocht door de brouwer Jean-Baptiste Carleer. Er stonden enkele gebouwen op die in opdracht van Carleer werden gesloopt en hij liet een eclectisch kasteeltje bouwen in rode bakstenen, waardoor het kasteel aan zijn naam kwam. Dit werd mogelijk ontworpen door Louis Minard.
Carleer overleed in 1879. In 1881n werd het goed gekocht door Jules-Emmanuel de Beauffort die ook al het Kasteel de Beauffort bezat en beide domeinen samenvoegde. Het Rood Kasteel werd nadien voornamelijk verhuurd. In 1894 werd nog een nieuw dienstgebouw opgericht.
Na 1945 werd het kasteel verhuurd als opvangcentrum voor kinderen onder de naam Beau Séjour. In 2022 werd het kasteel door de Beaufforts verkocht en werd een groot deel van de inventaris, voornamelijk bestaande uit 19e-eeuwse Belgische schilderkunst en meubilair in art deco, geveild.

## Gebouw
Het betreft een kasteeltje in eclectische stijl met veel neogotische stijlelementen. Het uitspringend midderisaliet, met twee arkeltorentjes en een trapgeveltje, vallen hierbij op.
Het kasteel wordt omringd door een landschappelijk park met vijvers.